# Aiud
Aiud (Hongaars: Nagyenyed, Duits: Straßburg am Mieresch) is een stad in het Roemeense district Alba. De stad met 22.495 inwoners ligt op de rechteroever van de Mureș. Aiud werd voor het eerst vermeld in 1293.
In Aiud bevindt zich een 13de-eeuwse burcht, waarbinnen zich de Hongaars gereformeerde kerk bevindt, waarvan de toren is voorzien van schietgaten en uit 1293 dateert.
In de stad is sinds 1658 het beroemde gereformeerde Collegium Academicum gevestigd, dat in 1622 werd gesticht door vorst Gabriël Bethlen en diens naam draagt. Tegenwoordig is dit het belangrijkste Hongaarstalige instituut in het district Alba.
In Aiud worden onder andere bouwmaterialen, textielproducten en levensmiddelen geproduceerd.
Voor de Hongaarse gemeenschap van Alba is Aiud (Nagyenyed) het culturele centrum van de regio, de hoofdstad Alba Iulia kent ook een kleine Hongaarse gemeenschap maar deze is minder groot.

## Naam
De naam van de stad Aiud of (Nagy)Enyed is te herleiden naar de patroonheilige van de stad: Egidius of Egyed in het Hongaars (Sint-Gillis). De plaats heet Groot (Nagy) Enyed ter ondergescheiding met Klein Enyed, het hedendaagse Sângătin (Hongaars: Kisenyed) in de gemeente Apoldu de Jos.

## Geschiedenis
In 1299 wordt melding gemaakt van het door Saksen gestichte Straßburg aan de rivier de Mieresch (Mures) op de plek van een Romeins Castrum. Tussen 1333 en 1335 wordt de Weerkerk, een versterkte kerkburcht gebouwd. In de 14e en 15e eeuw wordt deze burcht versterkt en uitgebouwd. In 1437 wordt de burcht ingenomen door een boerenleger. In 1600 werd de burcht in brand gestoken door Michaël de Dappere en zijn legerleider Giorgio Basta. In 1658 volgde een inval door Tataren.
In 1662 werd de Hongaars Gereformeerde Hogeschool in de stad gevestigd nadat het in Gyulafehérvár in brand was gestoken. In 1704 is er een opstand die wordt geleid door Frans II Rákóczi die de stad inneemt.
In het revolutiejaar 1848 braken er in de stad onzekere tijden aan, in 1849 werd een groot deel van de Hongaarse burgerbevolking (circa 800-1000 personen) door Roemeense opstandelingen afgeslacht onder leiding van Axente Sever. In 1867 is de revolutie de belangrijkste reden dat Oostenrijk en Hongarije een overeenkomst sluiten (Ausgleich). Vanaf dat jaar is Nagyenyed een stad onder de Hongaarse kroon. Na de Eerste Wereldoorlog komt de stad in handen van Roemenië. In 1947 wordt onder het communistische regime een gevangenis gebouwd waar 560 oppositiemensen omgebracht worden.
Onder het communistische bewind wordt actief werk gemaakt van de Roemenisering. Hiermee verliest de stad haar Saksisch-Hongaarse karakter.
In 1990 valt het regime van Ceauşescu, in de jaren erna verliest Aiud veel inwoners. In 2018 komt de belangrijke wegverbinding A10 met Turda gereed, hiermee is de stad aangesloten op het autosnelwegnetwerk van Roemenië.

## Bevolking

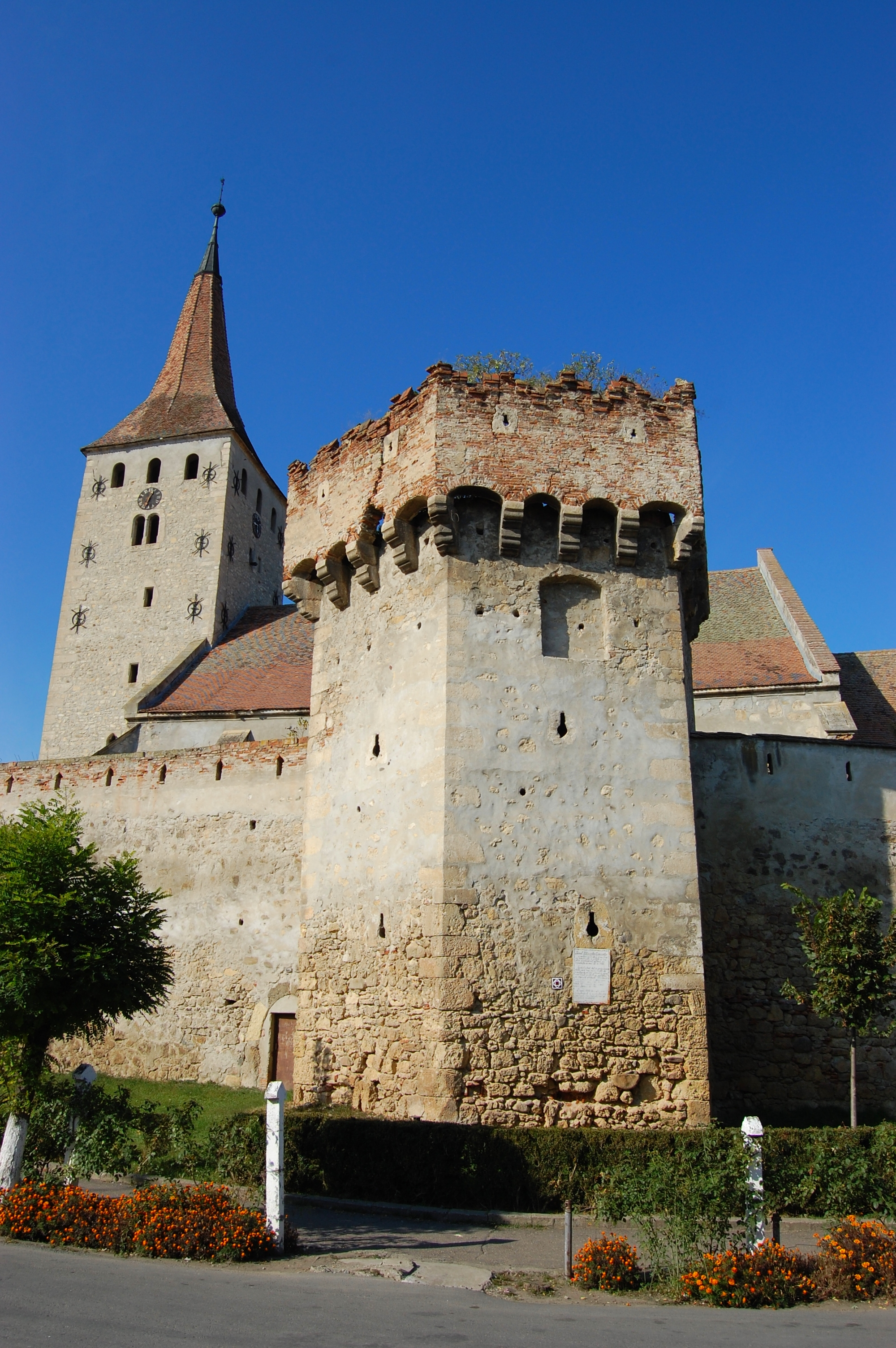
Hongaars Gereformeerde Kerk en bastion Aiud

Aiud was in de geschiedenis lange tijd een Hongaarstalige stad. Na het verdrag van Trianon vertrokken in 1920 circa 1000 Hongaren en tijdens de Tweede Wereldoorlog verlieten weer veel Hongaren (1100 personen) de gemeente. In 1940 kwamen er in hun plek 800 Roemeense vluchtelingen uit Noord-Transsylvanië naar de stad. Tot 1940 waren de Hongaren in de meerderheid in de stad zelf. In de dorpen rondom de stad waren er al meer Roemenen dan Hongaren.
Tegenwoordig wonen er nog circa 3400 Hongaren in de gemeente Aiud.
Onderstaande tabel laat de bevolkingsaantallen van de stad zien (zonder de dorpen):
| Jaar | Bevolking | Roemenen aantal en percentage | Hongaren aantal en percentage |
| ---- | --------- | ----------------------------- | ----------------------------- |
| 1850 | 7.528     | 4.203 (55,8%)                 | 2.732 (36,3%)                 |
| 1880 | 10.322    | 4.699 (45,5%)                 | 4.859 (47,1%)                 |
| 1890 | 11.497    | 5.523 (48,0%)                 | 5.275 (45,9%)                 |
| 1900 | 13.997    | 6.739 (48,1%)                 | 6.910 (49,4%)                 |
| 1910 | 15.536    | 7.178 (46,2%)                 | 7.923 (50,9%)                 |
| 1920 | 15.148    | 7.608 (50,2%)                 | 6.976 (46,1&)                 |
| 1930 | 16.823    | 9.494 (56,4%)                 | 6.505 (38,7%)                 |
| 1941 | 17.348    | 10.851 (62,5%)                | 5.100 (29,4%)                 |
| 1956 | 17.390    | 11.869 (68,2%)                | 4.872 (28,0%)                 |
| 1966 | 20.446    | 14.845 (72,6%)                | 5.207 (25,5%)                 |
| 1977 | 24.620    | 18.768 (76,2%)                | 5.256 (21,3%)                 |
| 1992 | 31.894    | 24.882 (78,0%)                | 5.701 (17,9%)                 |
| 2002 | 28.934    | 22.569 (79,7%)                | 4.787 (16,1%)                 |
| 2011 | 22.876    | 16.955 (76,6%)                | 3.364 (15,0%)                 |
| 2021 | 21.307    | 15.355 (80,9%*)               | 2.766 (14,6%*)                |

-*=aandeel van personen die nationaliteit opgaven

### Hongaarse gemeenschap
De Hongaarse gemeenschap heeft beschikking over basis- tot en met hoger onderwijs in het Bethlen Gábor college. Dit instituut leidt onder andere leraren Hongaar op en trekt studenten en leerlingen uit heel Transsylvanië.
Verder heeft de Hongaarse bevolking van Aiud/Nagyenyed de beschikking over een eigen gemeenschapshuis: Dr. Szász Pál Magyar Közösségi Ház.
De voorzieningen in de stad hebben ook een regionale functie voor de Hongaarstalige dorpen in de nabijgelegen streken Aranyosszék en de dorpen Rimetea, Colțești, Lopadea Nouă en Beţa.
De Hongaarse gemeenschap neemt al jaren in aantallen en in percentage van de bevolking af, in 2011 waren er nog 3.364 Hongaren (15,8%) terwijl er op het hoogtepunt in 1910 op een totaalbevolking van 15.536 personen 7.923 Hongaren waren (51%) en 7.178 Roemenen (46%).
In 2021 waren er 2.766 Hongaren die van de personen die een nationaliteit opgaven een kleine 15% van de bevolking vormen. Het aantal die als moedertaal het Hongaars opgaven ligt nog iets hoger; 2.775 personen. Kijken we naar de traditionele religies van Hongaren dan is het beeld als volgt: 2.407 Hongaars Gereformeerden, 262 Rooms Katholieken en 165 Unitariërs (in totaal 2.834 personen). Verder zijn er ook nog Hongaren die een eigen Pinkstergemeente vormen en zijn er Hongaren die behoren tot de Baptisten.

## Gemeente

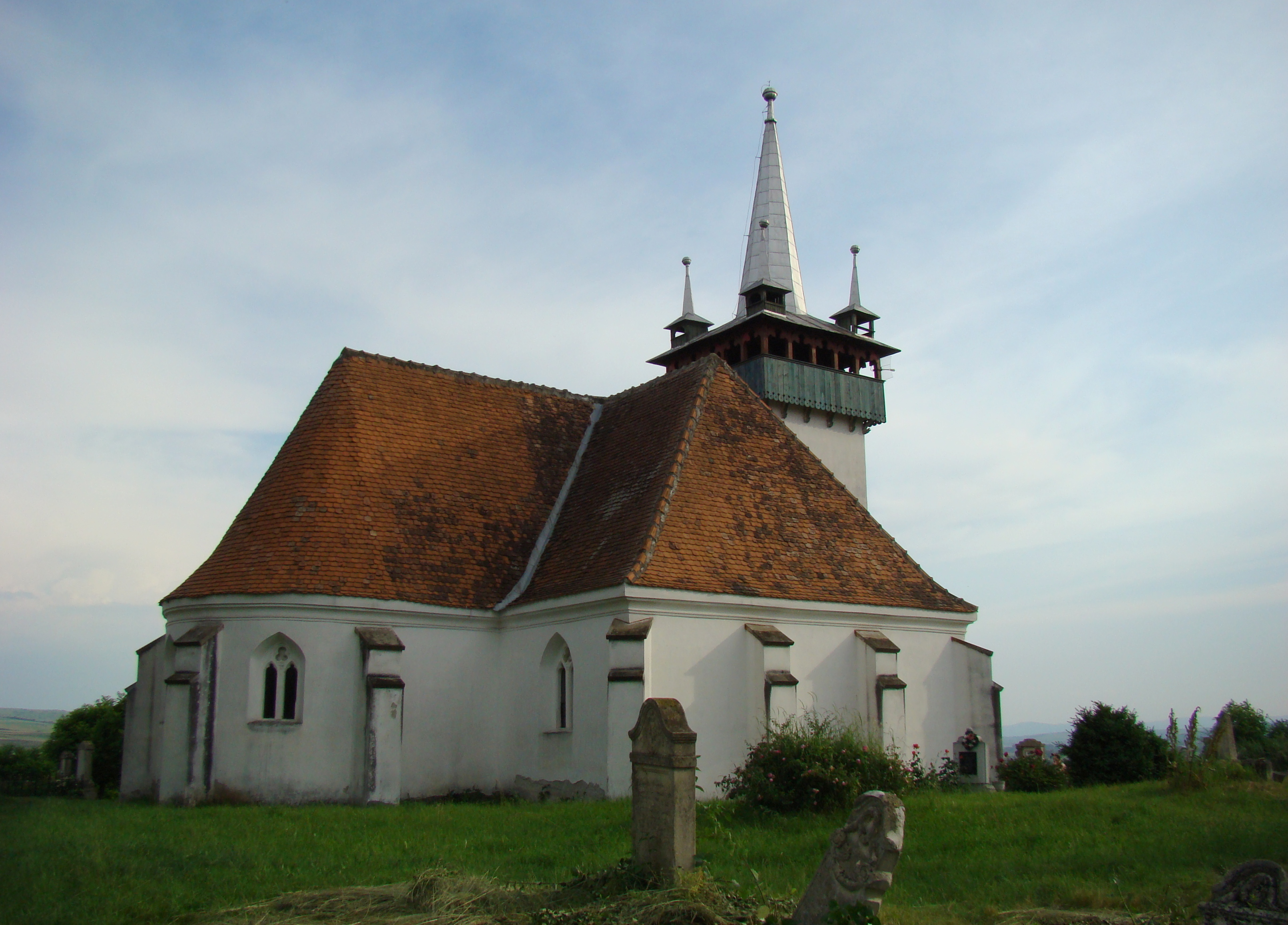
Hongaars Gereformeerde Kerk Csombord

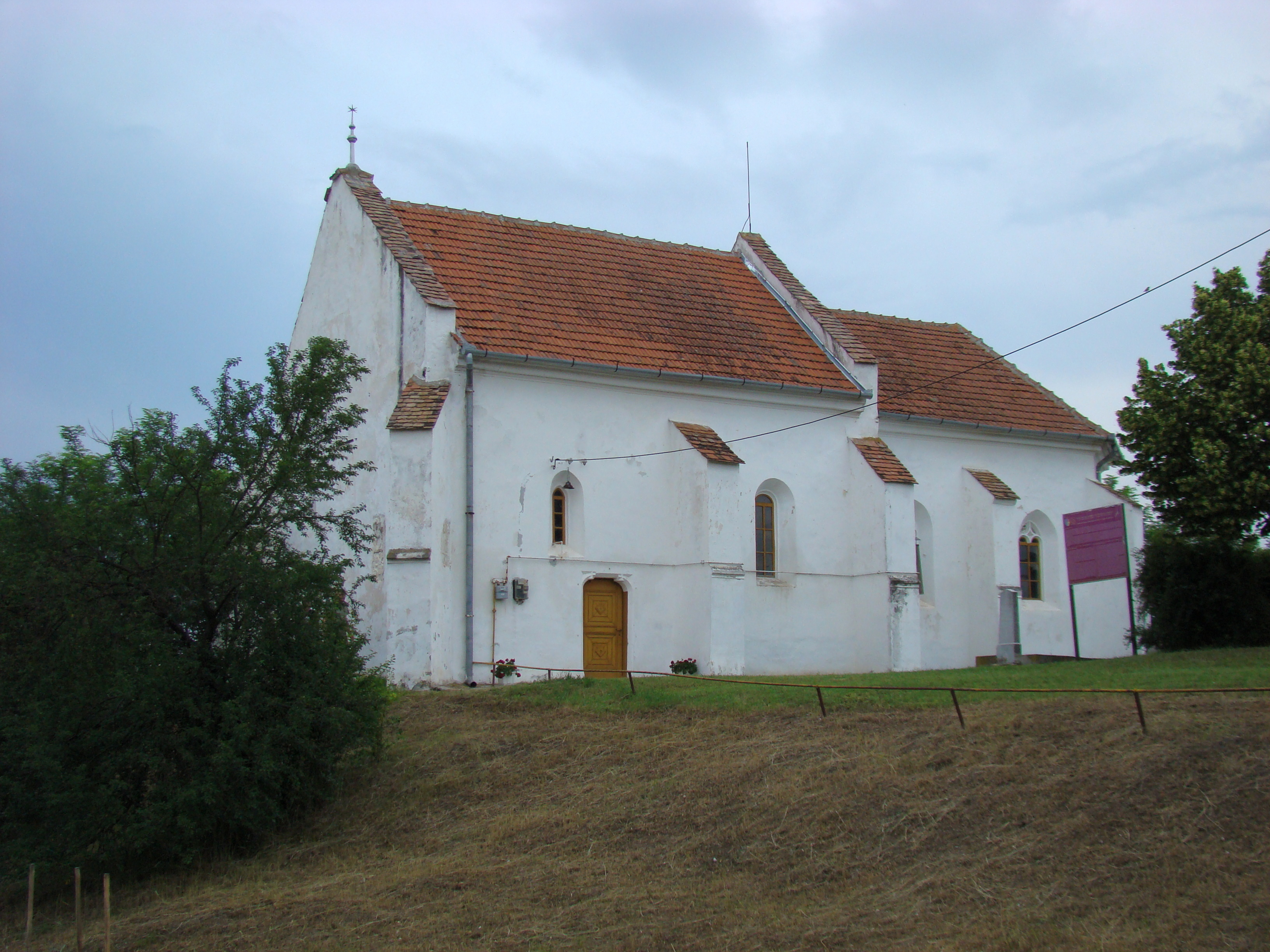
Hongaars Gereformeerde Kerk Sâncrai

De gemeente Aiud bestaat uit de stad en tien dorpen. Van de 10 dorpen zijn er vier onderdeel van het stedelijk gebied; Aiudul de Sus, Gâmbaș (Marosgombás), Măgina en Păgida. De plattelandsdorpen zijn: Ciumbrud (Csombord) (0,81 km²), Sâncrai (Enyedszentkirály) (0,65 km²), Gârbova de Jos (1,04 km²), Țifra (0,06 km²), Gârbova de Sus (0,52 km²) en Gârbovița (0,28 km²).
Inwoneraantallen 2002
- Aiud stad - 24.618
- Aiudul de Sus (Felenyed) - 2.276
- Ciumbrud (Csombord) - 1.504
- Sâncrai (Enyedszentkirály) - 1.023
- Măgina (Muzsnaháza) - 628
- Gâmbaș (Marosgombás) - 578
- Gârbova de Jos (Alsóorbó) - 464
- Gârbova de Sus (Felsőorbó) - 357
- Păgida (Kisapahida) - 165
- Gârbovița (Középorbó) - 164
- Țifra (Cifrafogadó) - 116

### Dorpen met een deels Hongaars karakter
- Gâmbaş / Marosgombás, 473 inwoners; 230 Roemenen en 235 Hongaren (50%)
- Ciumbrud / Csombord, 1204 inwoners; 814 Roemenen en 270 Hongaren (22,4%)
- Sâncrai / Enyedszentkirály, 660 inwoners; 455 Roemenen en 123 Hongaren (18,6%)

## Partnersteden
Aiud onderhoudt stedenbanden met Siklós, Gyomaendrőd en Soltvadkert (alle Hongarije), Dingelstädt (Duitsland), Cusset (Frankrijk), Ponte de Sor (Portugal), Megara (Griekenland) en Tserepovets (Rusland, sinds 2002, als eerste Roemeens-Russische stedenband).
Steden met gemeentestatus: Alba Iulia · Aiud · Blaj · Sebeș

Steden zonder gemeentestatus: Abrud · Baia de Arieș · Câmpeni · Cugir · Ocna Mureș · Teiuș · Zlatna

Gemeenten: Albac · Almaşu Mare · Arieșeni · Avram Iancu · Berghin · Bistra · Blandiana · Bucium · Câlnic · Cenade · Cergău · Ceru-Băcăinți · Cetatea de Baltă · Ciugud · Ciuruleasa · Crăciunelu de Jos · Cricău · Cut · Daia Română · Doștat · Fărău · Galda de Jos · Gârda de Sus · Gârbova · Hopârta · Horea · Ighiu · Întregalde · Jidvei · Livezile · Lupșa · Lopadea Nouă · Lunca Mureșului · Meteș · Mihalț · Mirăslău · Mogoș · Noșlac · Ocoliș · Ohaba · Pianu · Poiana Vadului · Ponor · Poșaga · Rădești · Râmeț · Rimetea · Roșia de Secaș · Roșia Montană · Sălciua · Săliștea · Sâncel · Săsciori · Sântimbru · Scărișoara · Stremț · Șibot · Sohodol · Șpring · Șugag · Șona · Unirea · Vadu Moților · Valea Lungă · Vidra · Vințu de Jos